# Dion Åkerstrøm
Dion Åkerstrøm (* 20. Mai 1973 in Frederiksberg) ist ein ehemaliger dänischer Bahnradsportler und heutiger Trainer.
Zwischen 1995 und 2000 gehörte Dion Åkerstrøm zu den besten dänischen Bahnradsportlern in den Kurzzeitdisziplinen. 1998 wurde er dänischer Meister im Keirin und 2000 im Sprint, zahlreiche weitere Male stand er auf dem Podium, auch im Teamsprint und im 1000-Meter-Zeitfahren. Nach einer achtjährigen Pause belegte er 2008 nochmal einen dritten Platz bei der dänischen Sprintmeisterschaft.
Åkerstrøm ist als Trainer tätig. Zu seinen Schützlingen gehören die zweifache Junioren-Weltmeisterin Mie Bekker Lacota und der dänische Sprintmeister von 2011, Bernhard Franzpötter.

## Erfolge
1998
- Dänischer Meister – Keirin

2000
- Dänischer Meister – Sprint